# Iglesia del Cristo del Consuelo
La Iglesia del Cristo del Consuelo, a veces denominada como Santuario del Cristo del Consuelo, es un templo católico de la ciudad de Guayaquil en el Ecuador. Se encuentra ubicado al suroeste de la urbe, en un populoso sector homónimo. Es sede de la imagen del Cristo del Consuelo, la cual, anualmente tiene una romería, la cual es la de mayor importancia y concurrencia en el país, la Procesión del Cristo del Consuelo.

## Historia
El barrio del Cristo del Consuelo se formó en 1954 como un pequeño asentamiento en medio de un pantano que era parte de la antigua haciendo de La Chala, la cual fue vendida por la familia Robles Chambers a la Municipalidad de Guayaquil. El barrio tuvo apoyo de los sacerdotes de la Congregación de los Misioneros Hijos del Inmaculado Corazón de María, conocidos simplemente como claretianos. Estos sacerdotes construyeron entre 1961 y 1962 una ciudadela para el Santísimo Cristo del Consuelo, liderados por el sacerdote Ángel María Canals. Al poco tiempo empezó a edificarse la iglesia, la cual en su inicio fue pequeña y de caña.

## Procesión
La Procesión del Cristo del Consuelo es la romería más importante de la ciudad, y una de las dos más importantes del país —en conjunto con la Procesión de Jesús del Gran Poder en Quito—. Se realiza anualmente en Viernes Santo y congrega alrededor de medio millón de feligreses. El recorrido parte de la iglesia del Cristo del Consuelo, a lo largo de la calle Lizardo García, girando por Azuay hasta la iglesia del Espíritu Santo.